# Macrolobium inaequale
Macrolobium inaequale là một loài thực vật có hoa trong họ Đậu. Loài này được Little miêu tả khoa học đầu tiên năm 1969.